# Druuna

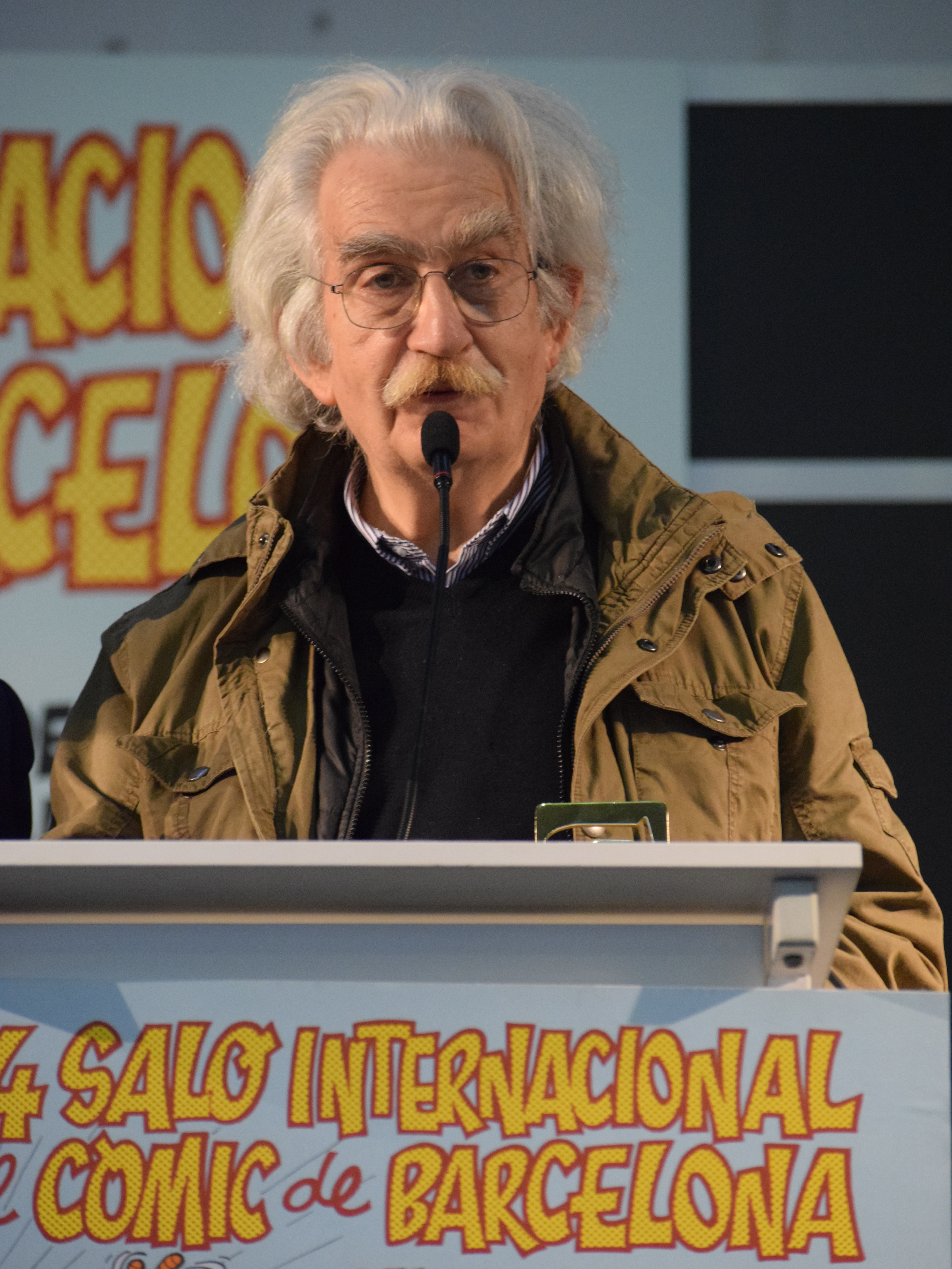
Paolo Eleuteri Serpieri bei der Barcelona International Comic Convention 2016

Druuna ist eine Heldin in Erotik-, Science-Fiction- und Fantasy-Comics von Paolo Eleuteri Serpieri. Sie taucht oft in den Magazinen Métal hurlant und Schwermetall auf und ist meistens die Protagonistin in Serpieris Arbeiten, besonders in den zehn von 1985 bis 2018 erschienenen Bänden der Serie Morbus Gravis (lat.: schwere Krankheit), deren zweiter Band ihren Namen trägt.

## Handlung
Die Geschichte um Druuna spielt in einer postapokalyptischen Welt, die vermutlich mehrere Jahrhunderte in der Zukunft angesiedelt ist.
Die schöne Druuna versucht in einer zerfallenden Stadt zu überleben, und nicht den Argwohn der Priester zu erregen, die diese Welt beherrschen, während eine furchtbare Krankheit die Menschen in grauenvolle Bestien verwandelt. Druuna nutzt oft ihre körperlichen Vorzüge zu ihrem Vorteil und ist schließlich in der Lage, die Wahrheit zu erfahren: Die Menschheit lebt nach deren Niedergang nicht mehr auf der Erde, sondern driftet auf einem wenige hundert Kilometer großen Raumschiff, welches von einem Computer verwaltet wird, durch das All.
Als schließlich die für die Krankheit verantwortliche Lebensform das Raumschiff umschließt, wird Druuna in einer Traumwelt am Leben erhalten, bis sie von anderen raumfahrenden Menschen gerettet werden kann.
Nach einem langen Kampf gegen Mutationen, dem Rückwärtslaufenlassen der Zeit und zahlreichen Traumvisionen landet Druuna auf einem fremden Planeten, auf dem sich Maschinen und von Außerirdischen befallene Menschen bekriegen und schließlich um die Heldin kämpfen.

## Konzept und künstlerische Einflüsse
In „Druuna – X“ gibt Serpieri an, seit seiner Kindheit ein begeisterter Leser von Science-Fiction-Literatur zu sein, den größten inspirativen Einfluss hätten jedoch Szenen seiner eigenen Ängste und Alpträume.
Das Kernthema der Mutation durch eine per Körperkontakt übertragene Krankheit und den daraus resultierenden sichtbaren körperlichen Merkmalen und der Entfremdung vom Rest der Gesellschaft erklärt der Autor einerseits durch persönliche Erfahrungen mit einem an Gesichtsknochenkrebs verstorbenen Freund, andererseits durch die große AIDS-Welle der 1980er Jahre, die Sexualität im westlich-christlichen Kulturkreis als Sünde, die mit einer tödlichen Krankheit bestraft wird, gebrandmarkt habe. Außerdem zog Serpieri Vergleiche zu den Praktiken der Nazis, Kranke als „schlecht“ zu bezeichnen und sie aus der restlichen Gesellschaft in Ghettos zu extrahieren, was ein typisches Merkmal repressiver Gesellschaftsformen sei. Die Besorgnis über derartige Entwicklungen, Vorgehensweisen und Stigmatisierungen veranlassten ihn, diese Themen in überspitzter Form in sein Werk miteinzubeziehen.
Obwohl er sich nach eigenen Angaben scheut, besondere Favoriten unter den Autoren des Science-Fiction-Genres zu nennen, erwähnt er, dass das Werk George Orwells wohl den größten Einfluss bei der Entwicklung der Druuna-Reihe auf ihn hatte. Im visuellen Stil nennt er die Bildsprache von Filmen wie Alien, Blade Runner, Abyss, Terminator und Total Recall als Hauptinspirationen.

## Figuren

### Druuna
Serpieri hat Druuna als sinnliche, langhaarige und üppige Schönheit von anscheinend mediterraner Abstammung erschaffen. Sie lebt in einer postapokalyptischen und häufig sehr gewalttätigen Endzeit, die von bizarren, oft lüsternen Monstern bevölkert wird. Entsprechend wird sie – selbst sexuell durchaus aktiv – oft auch zum Opfer sexueller Übergriffe. Ihre Kleidung fällt in der Regel sparsam aus; große Teile ihrer Abenteuer bestreitet sie nackt oder nur mit einem String-Tanga bekleidet.
In dem Vorwort zu Druuna X schreibt Serpieri, dass Valérie Kapriskys äußere Erscheinung in dem Spielfilm Die öffentliche Frau (La Femme publique) ihn bei der Gestaltung der Figur inspiriert habe.

### Shastar
Shastar ist Druunas Geliebter, der anfangs an einer Krankheit - genannt „das Übel“ leidet, die ihn zu einer grauenvollen Kreatur mutieren lässt, und nur mit Druunas Hilfe und dem Serum, das sie durch ihre Verführungskunst erlangt, kann er zeitweise sein menschliches Aussehen zurückerlangen. Shastar verschwindet, stirbt und kehrt über den gesamten Handlungszeitraum mehrere Male zum Leben zurück. An Druunas Seite versucht er diese anzuleiten und zu beschützen.

### Lewis
Lewis ist der Kommandant des Schiffes, auf dem sich Druuna und die Überlebenden der Menschheit (von denen viele an „dem Übel“ erkrankt sind) unwissentlich befinden. Zum Handlungszeitpunkt ist er nurmehr ein konservierter Kopf, der sich seit Jahrhunderten den Tod wünscht. Um Druuna zu beschützen, ändert er seine Meinung und verschmilzt später mit ihrem Geliebten Shastar.

### Namenloser Zwerg
Ein kleiner, älterer Mann in einem kuttenähnlichen Gewand, der Druuna in unterschiedlichen Inkarnationen zur Seite steht und als Waffe ein langes Messer mit sich führt.
Er taucht erst als Verbündeter der Mutanten auf, rettet Druuna aus einer Folterkammer und anderen gefährlichen Situationen. Gegen Ende der Reihe kehrt er schließlich als Roboter zurück.

### Will
Will ist der Kommandant eines kleineren Raumschiffes, das ab Band 3 - Creatura vorkommt. Er verfällt in traumartige Zustände, in denen er auf Druuna trifft und durch die er Druuna später findet und an Bord seines Raumschiffes holt. Will spielt bis zum siebenten Teil – Der vergessene Planet – verschiedene Schlüsselrollen der fortlaufenden Geschichte und tritt in verschiedenen Formen auf – zu Beginn als er selbst, später als Klon und am Ende als Halbcyborg. In mehreren Bänden ist Will die einzige Figur, die über mehrere Seiten hinweg zu sehen ist.

### Doc
Doc ist der Wissenschaftler an Bord von Wills Schiff. Er verfügt über Kenntnisse in verschiedenen Gebieten wie Medizin, Technik und den Gegebenheiten von Raum und Zeit des unerforschten Universums in der die Geschichte spielt. Als Universalgenie ermöglicht er verschiedene Schlüsselmomente im Handlungsverlauf. Doc ist ein Selbstbildnis Serpieris.

### Terry
Terry ist eine Soldatin und Teil von Will’s Crew. Mit ihrem Bürstenhaarschnitt und ihrer soldatenhaften Art wirkt sie sehr maskulin und unnahbar, jedoch hat sie auch eine lüsterne Seite, die sie unter anderem dazu bringt, sich entstellten Mutanten hinzugeben, eine vor der Crew geheimgehaltene Beziehung zu ihrem Kommandanten Will zu führen oder sich Druuna gegenüber einerseits sehr misstrauisch zu verhalten, sich ihr aber trotzdem sexuell zu nähern. Sie ist eine der am häufigsten vorkommenden Nebenfiguren.

## Veröffentlichungen und Zensur in Deutschland

### Veröffentlichungen
In Deutschland wurden die meisten Geschichten rund um Druuna im Alpha Comic Verlag veröffentlicht. Aufgrund der Veröffentlichungen kam es wiederholt zu Konflikten mit der Bundesprüfstelle für jugendgefährdende Schriften und zu mehreren Hausdurchsuchungen.
Bei Schreiber und Leser erschienen Druuna und Morbus Gravis 2015 und 2016 unzensiert als Gesamtausgabe.

### Zensur
Druuna und die Morbus-Gravis-Reihe sind in Spanien, Frankreich, Italien, Österreich und anderen Ländern unzensiert verfügbar. Der deutsche Lizenznehmer Alpha hat sich entschlossen, vor Veröffentlichung der Reihe drastische Selbstzensur zu üben. Der Grund liegt in der Angst vor wirtschaftlichen Rückschlägen wegen langwieriger Prozesse. Bereits im Vorfeld wurde im Alphaverlag darüber diskutiert, dass eine Veröffentlichung in Deutschland ohne Zensur nicht möglich ist. Durch die damalige Bundesprüfstelle für jugendgefährdende Schriften waren seit ihrem Bestehen bereits hunderte Comics in Deutschland zensiert worden, in den vorangegangenen zehn Jahren hatten die Antragsteller ihren Schwerpunkt auf die Zensur von Erwachsenencomics gelegt. Eine Indizierung käme durch die Ausgestaltung der Gesetze einer De-facto-Zensur gleich. Die Maßnahmen wurden mit dem Lizenznehmer Dargaud und dem Künstler Serpieri abgesprochen, um möglichst Balken zu verhindern. Wegen der Bedeutung des Falles hatte sich der Interessenverband Comic (ICOM) zu einer Dokumentation entschlossen. Später wurden in einer bis dato beispiellosen Beschlagnahmeaktion im Jahr 1995 neben Titeln von Ralf König, Art Spiegelman, Paul Gillon, Walter Moers und Tank Girl auch Morbus-Gravis-Titel beschlagnahmt. Der Meininger Oberstaatsanwalt Hönninger ließ das Sonneberger Verlagshaus mit 40 Polizisten durchsuchen und die Polizei gegen mehr als 1000 Buchhandlungen ermitteln.
In Morbus Gravis Band 1 und Druuna – Morbus Gravis 2 wurden jeweils massive Bildveränderungen vorgenommen. In den Vorabveröffentlichungen in Schwermetall von Morbus Gravis 3 − Creatura und Band 5 Mandragora wurden jeweils schwarze Balken eingesetzt. In Band 2 wurde Seite 9 ganz entfernt und in Mandragora wurden für den Vorabdruck im Zeitschriftenhandel neun Seiten komplett entfernt.

## Werke mit Druuna

### Morbus gravis
- Morbus Gravis (1985)
- Morbus Gravis II - Druuna (1987)
- Creatura (1990)
- Carnivora (1992)
- Mandragora (1995)
- Aphrodisia (1997)
- Druuna und der vergessene Planet (La planète oubliée, 2000)
- Klon (Clone, 2003)
- Druuna Zero - Anima: Les Origines (Glénat BD, 2016)
- Die mit dem Wind kam (Venuta Dal Vento, 2018)

### Weitere
- Exces & Extase (1996)
- Obsession
- Druuna X
- Druuna X 2
- Croquis
- Serpieri Sketchbook
- Serpieri Sketchbook 2
- The Sweet Smell of Woman

Mit dem Titel Obsession veröffentlichte Serpieri neben der Morbus-Gravis-Reihe ein Hardcover-Skizzenbuch, welches die Geschichte von Druuna zeigt.

### Videospiel
Druuna ist die Hauptfigur des am 27. September 2001 von MC2-Microïds veröffentlichten 3D-Videospiels Druuna: Morbus Gravis. In Deutschland verlieh PC Games dem Spiel 38 Punkte, Gamezone wertete es mit 35 Punkten und GameStar verlieh 9 Punkte; wobei jeweils 100 Punkte möglich gewesen wären.

## Rezeption
1995 erhielt Eleuteri Serpieri den Harvey Award für „Druuna: Carnivora“ in der Kategorie Beste amerikanische Veröffentlichung von ausländischem Material.
Andreas C. Knigge bezeichnet in Comics – Vom Massenblatt ins multimediale Abenteuer. Druuna als „hyperrealistisch gestaltetes erotisches Science-Fiction-Märchen“.
Die Bücher wurden über eine Million Mal verkauft und in zwölf Sprachen übersetzt.

## Trivia
Aufgrund seiner Vorliebe für das Zeichnen und Betrachten des weiblichen Gesäßes und seiner Fertigkeit dieses darzustellen wurde Serpieri von seiner Fangemeinde der Beiname „Master of Ass“ verliehen.